# 十仁美容整形
一般財団法人日本美容医学研究会 日本美容医学研究会付属 十仁美容整形（にほんびよういがくけんきゅうかい にほんびよういがくけんきゅうかいふぞく じゅうじんびようせいけい）は、日本の美容整形外科の無床診療所。現在は東京都中央区銀座にある。旧称は十仁病院。

## 概要
美容外科という診療科目がまだなかった時代から、美容整形医学の研究を重ねてきた日本最古の医療機関である。
1938年（昭和13年)、新橋駅銀座口前に「十仁病院」が開設された。
かつては本館と案内所を兼ねた新館に分かれた大規模な施設で、入院設備（病床）や学会・シンポジウムの会場もあった。電話番号を併記したレトロなロゴの病院の看板が外壁の四方八方に数多く掲出され、その独特な外観でも有名だった。以前は新橋の日比谷口側・御徒町・渋谷・原宿・横浜・小田原・札幌・新潟・松山などに分院（十仁整形、十仁美容整形、十仁男性整形など）を開設しており、さらに各分院には美容院（十仁サロン）・婦人服店（十仁プラザ）・薬局（十仁ファーマシー）・喫茶店（十仁サンキュー、十仁シャンネル）などの関連施設が併設され、店内を経由して院内へ入ることもできた。昭和時代には、テレビCM・ラジオCM・新聞広告・週刊誌広告・都内随所での電柱広告が多く見られ、テレビ番組の取材やドラマの撮影で登場したこともあった。
2005年4月を以て銀座へ移転し、本院自体も「十仁美容整形」の名称となった。今ではテナントビル内の現代的なクリニックである銀座の本院に一本化され、開院以来85年の歴史を持つ。

## 沿革
- 1931年 - 初代院長・梅澤文雄により御徒町に回春堂医院を開院。漢方を用いた抗老化医学（現在でいうアンチエイジング）を施す。
- 1938年 - 新橋駅前に十仁病院を開設。主に外科・泌尿器科として診療。並行して美容整形を研究。
- 1941年 - 第二次世界大戦に伴い、首都防衛第一救護所に指定される。
- 1945年 - 終戦後、総合病院として診療再開（美容整形外科診療も含む）。
- 1948年 - 日本美容医学研究所を設立。
- 1965年 - 日本美容学会を設立。
- 1972年 - 高級婦人服の製造販売を行う十仁プラザを創立（1983年・法人化、2012年・事業撤退[2]）。
- 1977年 - 日本美容整形学会より医療法第70条を改正して「美容整形科」を診療科名に制定するよう厚生省及び自民党に要望。
- 1978年 - 「美容整形科」は「美容外科」として国会で正式に認証される。
- 1980年 - 国際美容外科学会を設立。
- 1984年 - 梅澤文彦[注釈 4]が日本美容医学研究所理事長就任。
- 1987年 - 初代院長・梅澤文雄が死去。梅澤文彦が十仁病院（新橋本院）2代目院長に就任。
- 2005年 - 本院の建物の老朽化と解体に伴い、新橋から銀座の天國ビル5階へ移転。当初は本院を改築して新橋へ戻る予定だったが、結果的に正式に銀座へ移転する形になった。移転に伴って病床がなくなり、法規上診療所扱いとなった事から名称を現在の「十仁美容整形」に改称。
- 2017年1月9日 - 2代目院長・梅澤文彦が死去[3]。享年83歳。同年5月29日には、梅澤前院長に日本美容外科学会から感謝状が贈られた[4]。
- 2017年 - 前院長の死去に伴い、鳴海栄治が3代目院長に就任。
- 2021年 - 江原真貴子が4代目院長に就任。
- 2022年 - 入居していた天國ビルの解体に伴い、北東側に隣接する賃貸店舗ビル・JEWEL BOX GINZAの5階へ移転。